# حوزه‌های انتخابیه مجلس شورای اسلامی در استان هرمزگان

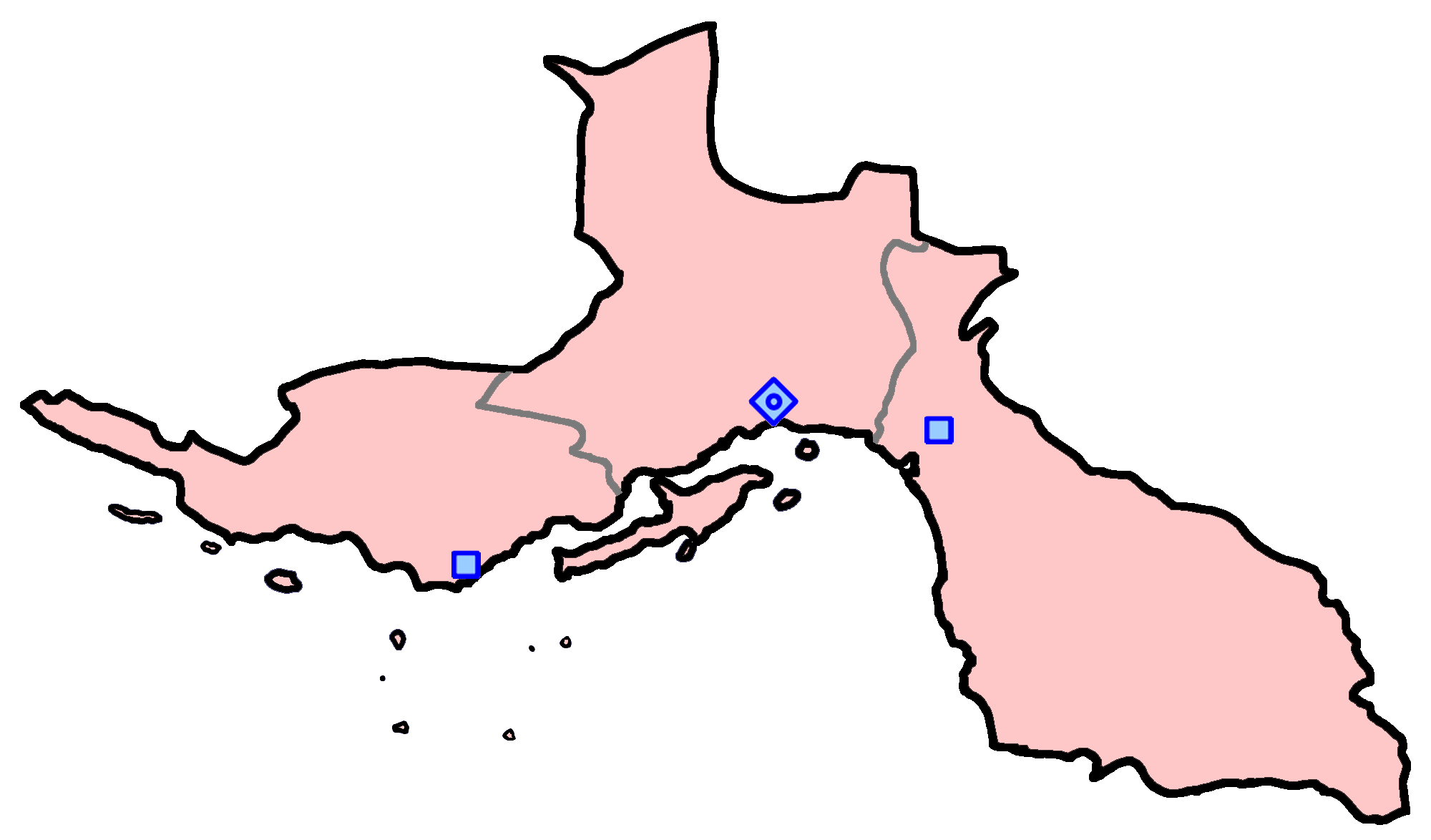
حوزه‌های انتخاباتی استان هرمزگان

استان هرمزگان ۳ حوزه برای انتخابات مجلس دارد که در مجموع ۵ نماینده را دربر می‌گیرد؛ و عبارتند از:
| مرکز      | حوزه                                    | شهرستان‌ها | بخش‌ها                                                | کرسی | نقشه | جمعیت  |
| --------- | --------------------------------------- | --------- | ---------------------------------------------------- | ---- | ---- | ------ |
| بندرعباس  | بندرعباس، قشم، ابوموسی، حاجی‌آباد و خمیر | بندرعباس  | شهر بندرعباس، مرکزی، قلعه‌قاضی، تخت، فین، شمیل، هرمز  | ۳    |      | ۹۶۲۵۳۴ |
| بندرعباس  | بندرعباس، قشم، ابوموسی، حاجی‌آباد و خمیر | قشم       | شهر قشم، مرکزی، شهاب، حرا                            | ۳    |      | ۹۶۲۵۳۴ |
| بندرعباس  | بندرعباس، قشم، ابوموسی، حاجی‌آباد و خمیر | ابوموسی   | شهر ابوموسی، مرکزی، تنب                              | ۳    |      | ۹۶۲۵۳۴ |
| بندرعباس  | بندرعباس، قشم، ابوموسی، حاجی‌آباد و خمیر | حاجی‌آباد  | شهر حاجی‌آباد، مرکزی، احمدی، فارغان                   | ۳    |      | ۹۶۲۵۳۴ |
| بندرعباس  | بندرعباس، قشم، ابوموسی، حاجی‌آباد و خمیر | خمیر      | شهر بندر خمیر، مرکزی، رویدر، کهورستان                | ۳    |      | ۹۶۲۵۳۴ |
| بندر لنگه | بندر لنگه، بستک و پارسیان               | بندر لنگه | شهر بندر لنگه، مرکزی، شیبکوه، مهران، کیش             | ۱    |      | ۲۹۰۴۴۶ |
| بندر لنگه | بندر لنگه، بستک و پارسیان               | بستک      | شهر بستک، مرکزی، جناح، کوخردهرنگ                     | ۱    |      | ۲۹۰۴۴۶ |
| بندر لنگه | بندر لنگه، بستک و پارسیان               | پارسیان   | شهر پارسیان، بخش مرکزی، کوشکنار                      | ۱    |      | ۲۹۰۴۴۶ |
| میناب     | میناب، رودان، جاسک، سیریک و بشاگرد      | میناب     | شهر میناب، مرکزی، توکهور، سندرک، بندزرک، تیاب، کریان | ۱    |      | ۵۲۳۴۳۵ |
| میناب     | میناب، رودان، جاسک، سیریک و بشاگرد      | سیریک     | شهر سیریک، مرکزی، بمانی                              | ۱    |      | ۵۲۳۴۳۵ |
| میناب     | میناب، رودان، جاسک، سیریک و بشاگرد      | رودان     | شهر رودان، مرکزی، بیکاه، جغین، رودخانه               | ۱    |      | ۵۲۳۴۳۵ |
| میناب     | میناب، رودان، جاسک، سیریک و بشاگرد      | جاسک      | شهر بندر جاسک، مرکزی، لیردف                          | ۱    |      | ۵۲۳۴۳۵ |
| میناب     | میناب، رودان، جاسک، سیریک و بشاگرد      | بشاگرد    | شهر سردشت، مرکزی، گوهران، گافر و پارامون             | ۱    |      | ۵۲۳۴۳۵ |

## پی‌نوشت و منبع
- «جدول حوزه‌های انتخابیه در انتخابات نهمین دورهٔ مجلس شورای اسلامی» (PDF). مرکز پژوهش و سنجش افکار صدا و سیما. بایگانی‌شده از اصلی (PDF) در ۵ اکتبر ۲۰۱۸. دریافت‌شده در ۲ آوریل ۲۰۱۶.
- «طرح اصلاح قانون تعیین محدودهٔ حوزه‌های انتخاباتی مجلس شورای اسلامی». مرکز پژوهش‌های مجلس شورای اسلامی. ۲۰ تیر ۱۳۹۱. بایگانی‌شده از اصلی در ۲۲ ژوئیه ۲۰۱۵. دریافت‌شده در ۲ آوریل ۲۰۱۶.
- «جدول ۲۰۷ حوزهٔ انتخابیهٔ مجلس دهم». وزارت کشور. بایگانی‌شده از اصلی در ۲۳ مارس ۲۰۱۶. دریافت‌شده در ۲ آوریل ۲۰۱۶.